# Rooma Mehra
Rooma Mehra (24 janvier 1967- ) est une poétesse, écrivaine et peintre indienne. Elle a exposé ses œuvres (peintures, sculptures et reliefs) dans onze expositions individuelles. D'autres se trouvent dans des collections publiques et privées telles le National Gallery of Modern Art et la Lalit Kala Akademi de New Delhi, ainsi qu'à la Galerie Arte Antica. On retrouve également ses œuvres au Canada, en Suisse, aux États-Unis, au Danemark, en Autriche, en Espagne et au Japon. 
Elle écrit régulièrement dans divers journaux nationaux indiens. Elle est éditorialiste pour le Indian Express et fait du bénévolat pour les personnes handicapées.

## Publications
- Sunshadow (1982)
- Reaching Out (1985)
- For You (1986)